# Ryszard Żołędziowski
Ryszard Żołędziowski (ur. 8 kwietnia 1887 w Murafie, zm. wiosną 1940 w Charkowie) – podpułkownik piechoty Wojska Polskiego, kawaler Orderu Virtuti Militari, ofiara zbrodni katyńskiej.

## Życiorys
Syn Aleksandra i Franciszki z Jędryczkowskich urodzony 8 kwietnia 1887 w miasteczku Murafa, w ówczesnym powiecie jampolskim guberni podolskiej. Absolwent szkoły powszechnej i gimnazjum w Żytomierzu. 
Od 1907 roku służył w armii rosyjskiej. Po ukończeniu zasadniczej służby wojskowej, wstąpił do Oficerskiej Szkoły Piechoty w Irkucku. Od 1913 roku podporucznik, od 1916 porucznik. Od końca 1917 roku służył w I Korpusie Polskim. Dowodził kompanią szkoleniową 11 pułku strzelców. Po rozbrojeniu Korpusu przez Niemców w maju 1918 roku zamieszkał w Żytomierzu. W 1918 roku wstąpił do Wojska Polskiego. Brał udział w wojnie polsko-bolszewickiej w szeregach 25 pułku piechoty, pełniąc obowiązki dowódcy kompanii i batalionu. W 1920 roku awansował do stopnia kapitana.
Po zakończeniu działań wojennych pozostał w wojsku i został zweryfikowany do stopnia majora piechoty ze starszeństwem z dniem 1 czerwca 1919 roku. W 1921 roku pozostał w 25 pułku piechoty. W pułku pełnił obowiązki dowódcy baonu sztabowego, a następnie kwatermistrza. W grudniu 1924 roku został przydzielony do Centralnej Szkoły Podoficerów Zawodowych Piechoty Nr 1 w Chełmie na stanowisko dowódcy 2 kompanii szkolnej kursu doszkolenia dla młodszych oficerów piechoty. Następnie służył w Komendzie Miasta Warszawa jako oficer ds. bezpieczeństwa i dyscypliny, 61 pułku piechoty w Bydgoszczy. 5 maja 1927 roku został przeniesiony do 70 pułku piechoty w Pleszewie na stanowisko zastępcy dowódcy pułku. W 1928 roku został awansowany na podpułkownika piechoty ze starszeństwem z dniem 1 stycznia 1928 roku. 28 stycznia 1931 roku został przeniesiony do 9 Okręgowego Urzędu Wychowania Fizycznego i Przysposobienia Wojskowego w Brześciu na stanowisko kierownika. W czerwcu 1933 został przeniesiony do Komendy Placu Modlin na stanowisko komendanta. Z dniem 1 lipca 1935 został zwolniony z zajmowanego stanowiska i skierowany na dwumiesięczny urlop, a z dniem 31 sierpnia tego roku przeniesiony w stan spoczynku.
W nieznanych okolicznościach, po agresji ZSRR na Polskę, dostał się do niewoli sowieckiej i został osadzony w obozie w Starobielsku. Wiosną 1940 roku został zamordowany przez funkcjonariuszy NKWD w Charkowie i pogrzebany potajemnie w bezimiennej mogile zbiorowej w Piatichatkach, gdzie od 17 czerwca 2000 roku mieści się oficjalnie Cmentarz Ofiar Totalitaryzmu w Charkowie. Figuruje na tzw. liście Gajdideja (poz. 1151).
5 października 2007 roku minister obrony narodowej Aleksander Szczygło mianował go pośmiertnie na stopień pułkownika. Awans został ogłoszony 9 listopada 2007 roku w Warszawie, w trakcie uroczystości „Katyń Pamiętamy – Uczcijmy Pamięć Bohaterów”.

## Ordery i odznaczenia
- Krzyż Srebrny Orderu Wojskowego Virtuti Militari nr 4457 – 1921[14]
- Krzyż Walecznych dwukrotnie (po raz pierwszy w 1921[15])
- Złoty Krzyż Zasługi – 11 listopada 1936 „za zasługi na polu pracy społecznej”[16][17]
- Srebrny Krzyż Zasługi – 4 marca 1925 „za zasługi położone w dziedzinie wyszkolenia armji Rzeczypospolitej Polskiej”[18]
- Medal Pamiątkowy za Wojnę 1918–1921[9]
- Medal Dziesięciolecia Odzyskanej Niepodległości[9]
- Krzyż Oficerski Orderu Świętego Sawy (Jugosławia)